# Supercoppa serba 2011 (pallavolo maschile)
La Supercoppa serba 2011 si è svolta il 4 ottobre 2011: al torneo hanno partecipato due squadre di club serbe e la vittoria finale è andata per la prima volta all'Odbojkaški klub Crvena zvezda.

## Regolamento
Le squadre hanno disputato una gara unica.

## Squadre partecipanti
| Squadra      | Qualificazione                     | Ultima partecipazione |
| ------------ | ---------------------------------- | --------------------- |
| Partizan     | Vincitrice Superliga 2010-11       | Debutto               |
| Stella Rossa | Vincitrice Coppa di Serbia 2011-12 | Debutto               |

## Torneo
| 4 ottobre 2011 Šumice Sport Center, Belgrado Durata: 1h:57 - Spettatori: 600 | Partizan | 2 - 3 | Stella Rossa | 17-25, 25-23, 21-25, 25-14, 19-21 |